# إيزابيل موريل (صحفية)
إيزابيل موريل (بالإسبانية: Isabel Morel) هي صحفية تشيلية، (و. 1885 – 1947 م).